# Cortile

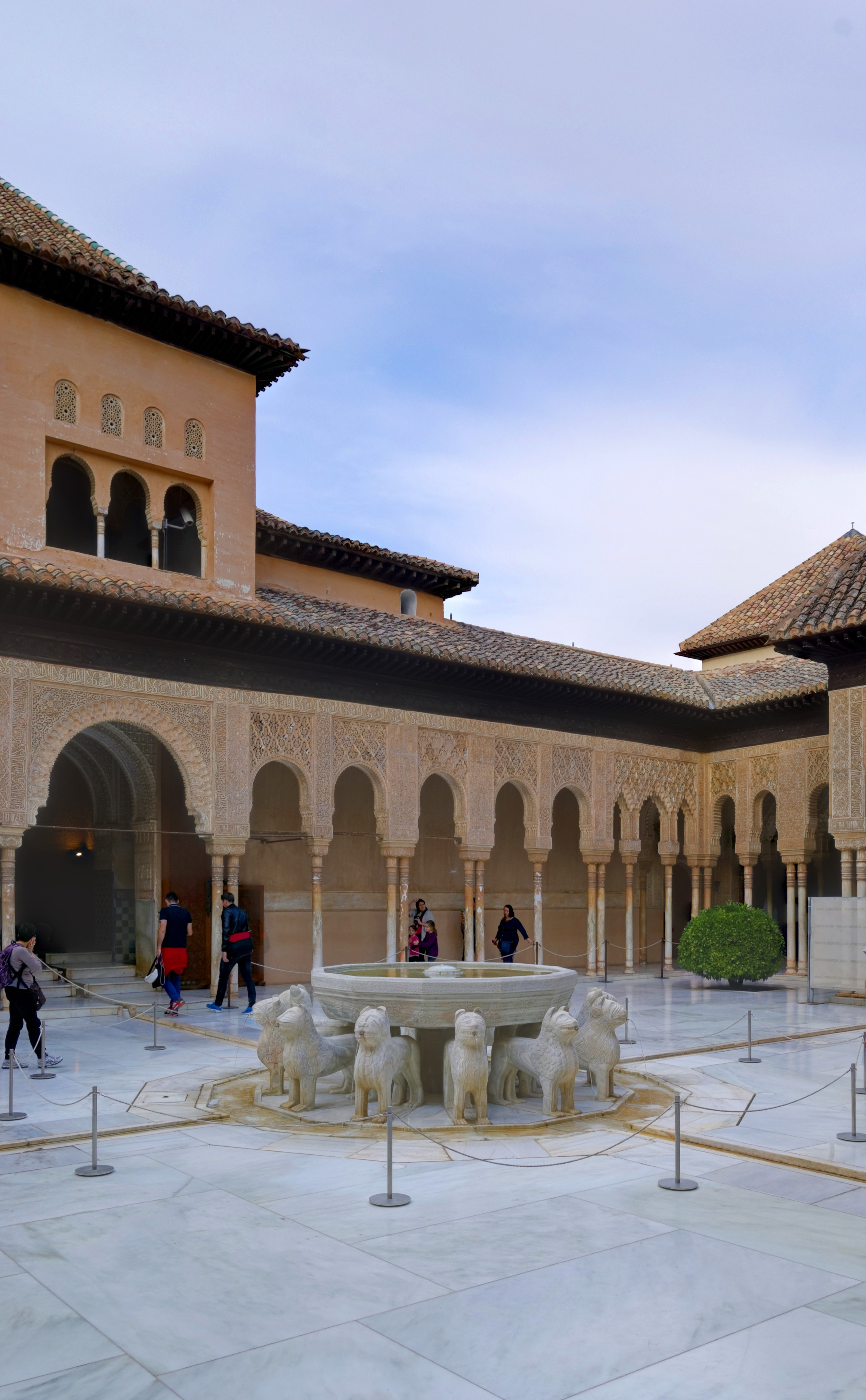
Patio dei Leoni (Patio de los Leones) dell'Alhambra (XIV secolo), Granada

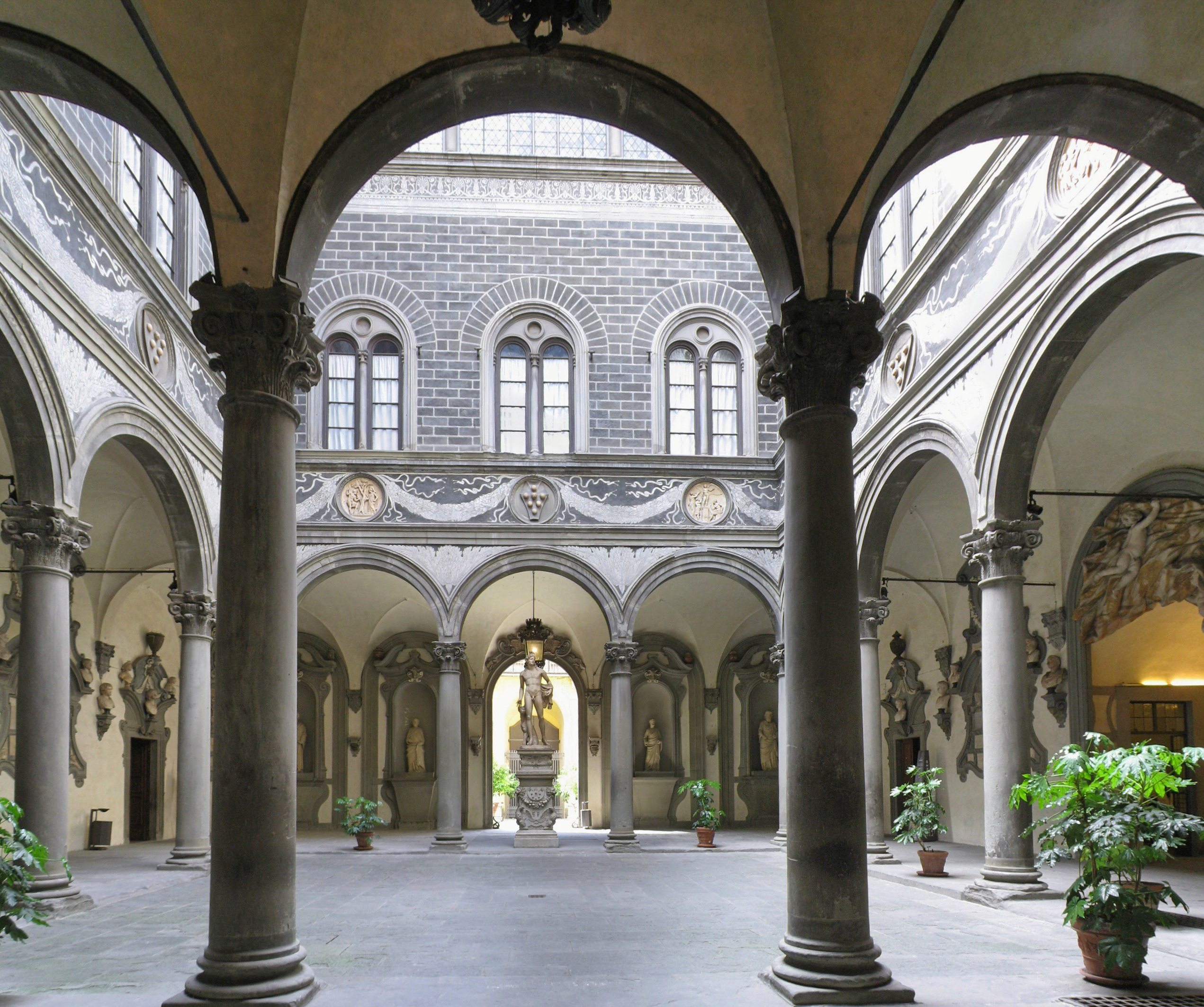
Cortile di palazzo Medici Riccardi (1444-1452 circa), Firenze

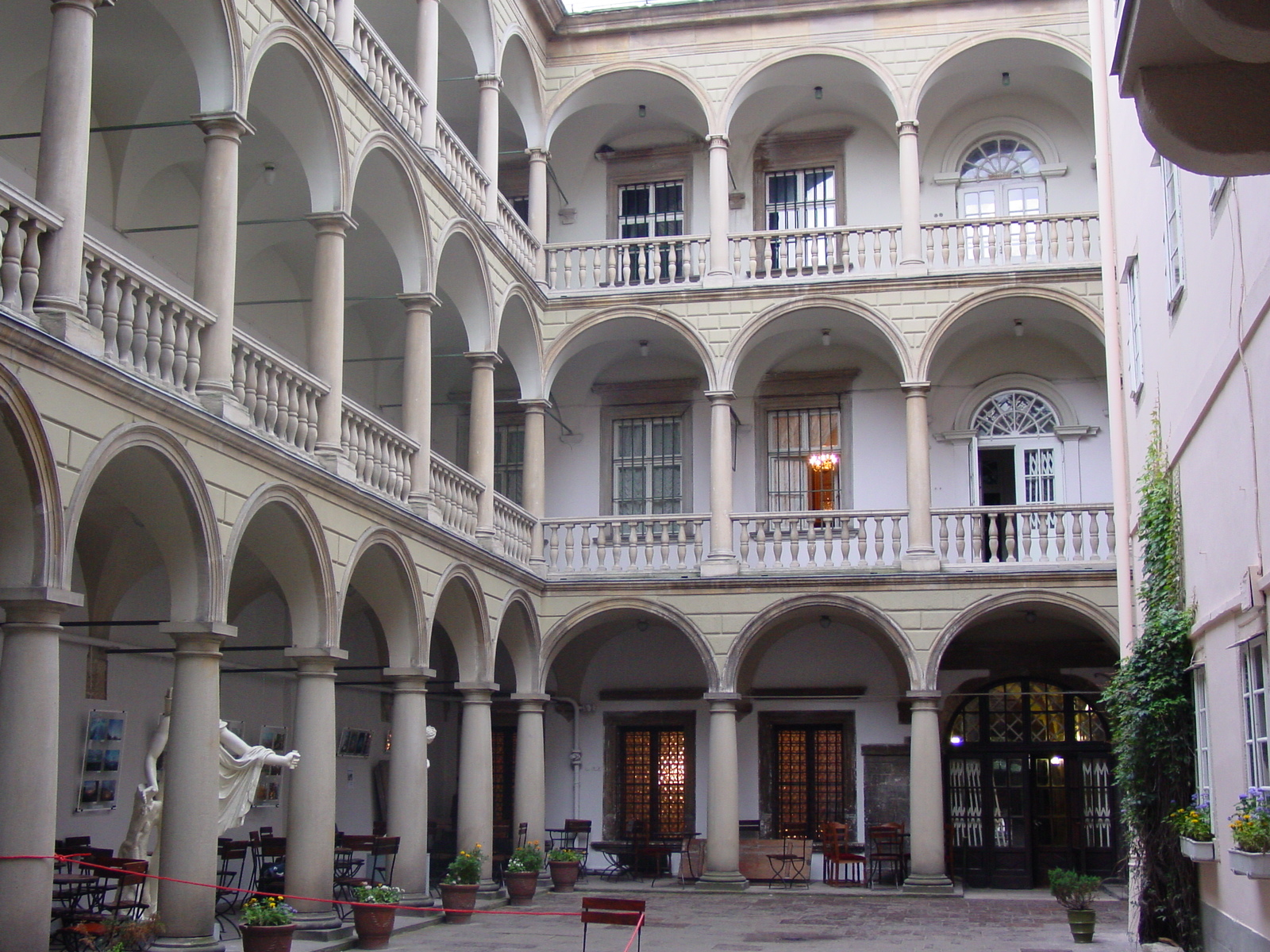
Cortile porticato del Korniakt Palace (1580 circa) a Leopoli, in stile italiano

Il cortile o corte è uno spazio scoperto di un edificio, al fine di dargli maggior luce e aerazione.

## Storia
Già esistente nella struttura della villa romana (peristilio), in Oriente il cortile continuò rivestire un'importanza centrale: nell'ambito islamico, la creazione delle fortezze e dei palazzi non tralasciava mai spazi aperti, spesso ravvivati da fontane e giochi d'acqua. 
In Occidente il cortile visse in epoca medievale alterne fortune, anche per la scarsa disponibilità di spazi all'interno delle mura delle città europee: corti non porticate si trovano nei maggiori palazzi pubblici medievali d'Europa e raro è l'uso di archi e porticati, magari presenti su un solo lato, spesso per sorreggere la scalinata per i piani superiori.
Nel Rinascimento le corti con porticato vennero riscoperte, nel quadro del recupero di tutti gli elementi della civiltà classica. Non si conosce quale sia il primo cortile porticato pienamente rinascimentale, che si ispirò, regolarizzandone l'impianto, alle corti dei palazzi pubblici medievali ed ai chiostri dei monasteri. A Firenze si fanno di solito gli esempi di Palazzo Busini-Bardi (anni 1430), attribuito a Brunelleschi, e di palazzo Medici-Riccardi di Michelozzo (incertamente datato al 1444-1452 o al 1460). A Roma si cita il cortile "del Palazzetto" a Palazzo Venezia (1467-1471), dove si ripresero motivi dell'architettura romana desunti dal Colosseo e dal Teatro di Marcello, mentre a Urbino spicca il Cortile di palazzo Ducale (1466-1472), emblematico della cultura prospettica urbinate.

## Altre tipologie

### Corti rurali
È anche lo spazio tra la casa colonica e la stalla.
In Lombardia è diffusa la corte come spazio aperto di un edificio abitabile (talora "corte" indica la stessa abitazione). Tale costruzione è chiusa, e il cortile si trova al suo interno, o più spesso è a forma di U aperta verso la stalla ("bassacorte") e/o i campi. Altra tipologia rurale è quella della Corte lucchese.

### Patio
È caratteristico dell'architettura coloniale dei paesi dell'America latina, contraddistinto da uno spazio coperto (porticati e loggiati), verso il quale si aprono gli ambienti dell'edificio, e da una parte scoperta, coltivato a giardino, spesso arricchito da fontane. Assai conosciuti sono i patios di Cordova (Spagna), città nella quale annualmente si celebra anche un Festival dei cortili. In italiano il termine è sinonimo di cortile.

### Saqīfa
La saqīfa era lo spiazzo intorno al quale gravavano gli edifici arabi, come nel caso degli āṭām (pl. uṭum) di Yathrib / Medina.
Famosa la Saqifa dei Banu Sa'ida, dove dagli astanti fu identificato come primo califfo islamico Abū Bakr, il giorno stesso della morte di Maometto.